# ヴァイダス・スラヴィカス
ヴァイダス・スラヴィカス（リトアニア語: Vaiidas Slavickas、1986年2月26日 - ）は、リトアニアの元サッカー選手。元リトアニア代表。現役時代のポジションはDF。

## クラブ歴
2005年にFKスードゥヴァ・マリヤンポレで選手となった。
2013年にFKエクラナス・パネヴェジースに移籍、翌年ルーマニアのFCチェアラゥル・ピアトラ・ネアムツに移籍。
2015年にFKスードゥヴァ・マリヤンポレに復帰した。

## 代表歴
2008年、U-21代表としてバルティックカップ2008に出場した。
同年11月22日に行われたエストニア代表との親善試合でA代表初出場。